# Пинчук, Григорий Павлович
Григорий Павлович Пинчук (1904, городок Серебряное Черниговской губернии, теперь поселок Сребное Черниговской области — 1992, Киев) — советский компартийный и государственный  деятель, депутат Верховного Совета УССР 2-4-го созывов. Кандидат в члены ЦК КПУ в 1952—1960 годах.

## Биография
Родился в семье кузнеца. До 1924 года учился в школе и на педагогических курсах. С 1924 до 1926 года — воспитатель детского дома в селе Губское Тарандинцевского уезда Лубенского округа.
В 1926—1930 годах — учёба в Полтавском институте народного образования.
С июля 1930 года работал заведующим семилетней школы № 5 города Полтавы, с сентября 1930 года — заведующий рабочего факультета Полтавского сельскохозяйственного института.
В сентябре 1931 — марте 1932 г. — аспирант Украинского научно-исследовательского института педагогики. В марте 1932 — ноябре 1936 г. — заведующий учебной части и преподаватель социально-экономических дисциплин Украинского научно-исследовательского института авиадизелей и авиатехники.
Член ВКП(б) с 1936 года.
В ноябре 1936 — мае 1939 г. — преподаватель истории Харьковского пожарного техникума НКВД.
В 1939 году работал заведующим отдела пропаганды и агитации районного комитета КП(б)У города Харькова, заведующим отдела пропаганды и агитации Харьковского городского комитета КП(б)У. В 1939—1941 годах — заведующий сектором культуры отдела пропаганды и агитации ЦК КП(б)У.
В 1941—1943 годах — в Украинском Штабе партизанского движения.
В 1943—1945 годах — заведующий школьного отдела ЦК КП(б)У.
В мае 1945—1946 годах — 2-й секретарь Львовского областного комитета КП(б)У.
В 1946 — апреле 1948 годах — 2-й секретарь Закарпатского областного комитета КП(б)У.
В апреле 1948 — январе 1949 г. директор Одесского учительского института. В январе — августе 1949 г. — секретарь Одесского городского комитета КП(б)У.
23 августа 1949 — 18 февраля 1957 г. — министр образования Украинской ССР.
С 1957 года — на пенсии в связи с длительной болезнью.
В 1958—1964 годах — уполномоченный Совета по делам Русской Православной Церкви при Совете Министров СССР по Украинской ССР.

## Награды
- орден Трудового Красного Знамени (23.01.1948)
- медали